# Mylothris hilara
Mylothris hilara är en fjärilsart som först beskrevs av Karsch 1892.  Mylothris hilara ingår i släktet Mylothris och familjen vitfjärilar. Inga underarter finns listade i Catalogue of Life.